# Sainte-Honorine-des-Pertes
Sainte-Honorine-des-Pertes är en kommun i departementet Calvados i regionen Normandie i nordvästra Frankrike. Kommunen är belägen i kantonen Trévières som ligger i arrondissementet Bayeux. År 2018 hade Sainte-Honorine-des-Pertes 538 invånare.
Sainte-Honorine-des-Pertes ligger i östra ändan av Omaha Beach, en av landningsplatserna under Dagen D, i början av slaget om Normandie, under andra världskriget.

## Befolkningsutveckling
Antalet invånare i kommunen Sainte-Honorine-des-Pertes
Referens:INSEE